# Zbigniew Pietrzykowski
Zbigniew Jan Pietrzykowski (4 de octubre de 1934 - 19 de mayo de 2014) fue un boxeador polaco.
Tres veces participó en los Juegos Olímpicos, en cada ocasión ganó una medalla. Ganó una medalla de bronce en Melbourne 1956 en la división de peso medio ligero, después de perder en la semifinal ante el húngaro László Papp. Cuatro años más tarde, en Roma, llegó a la final de la división de peso semipesado, donde perdió ante el que se coronó como campeón de peso pesado Cassius Clay (Muhammad Ali). Finalmente, ganó una medalla de bronce en Tokio en 1964, en la división de peso ligero (derrotando al ruso Aleksei Kiselyov).
Pietrzykowski fue el primer ganador del Premio de Boxeo Reksza Aleksander en 1986